# MACO
 (juillet 2020).
Pour les articles homonymes, voir maco.
La société Mayer & Co Beschläge GmbH (également connue sous le nom de MACO) est un fabricant international de ferrures pour fenêtres et portes dont le siège social se trouve à Salzbourg en Autriche. La société emploie environ 2 300 personnes dans le monde (situation en juillet 2007) et ses bâtiments couvrent une superficie de 140 000 m2.

## Historique
La société a été créée en 1947 par KR Lorenz Mayer à Altenmarkt En 1952, elle déménage de Altenmarkt à Salzbourg. En 1971, Lorenz Mayer décède dans son entreprise et Ernst Mayer prend sa succession à la tête de l‘entreprise. De 1972 à 1992 la société grandit par étapes jusqu’à 25 400 m² et 590 collaborateurs. L’usine de Trieben est inaugurée en 1995 et atteint sa taille définitive en 2007.

## Sites

### Usines de production
Les ferrures MACO sont actuellement produites dans deux usines en Autriche :
- Salzbourg
- Trieben

Une troisième unité de production à Mauterndorf en Autriche s’y ajoutera milieu 2008. Une nouvelle unité de montage à Kalouga en Russie sera opérationnelle fin 2008 et ne fournira que le marché russe.

### Succursales
On trouve des sites de distribution en :
- Italie (sous le nom de MAICO) également responsable des marchés espagnol, portugais et grec
- Grande-Bretagne
- Pays-Bas
- Allemagne
- Pologne
- Russie
- Tchéchie
- Slovaquie
- France
- Espagne
- Roumanie
- Ukraine

## Liens
- Site internet MACO
- Site internet MAICO